# Selección femenina de hockey sobre hierba de China

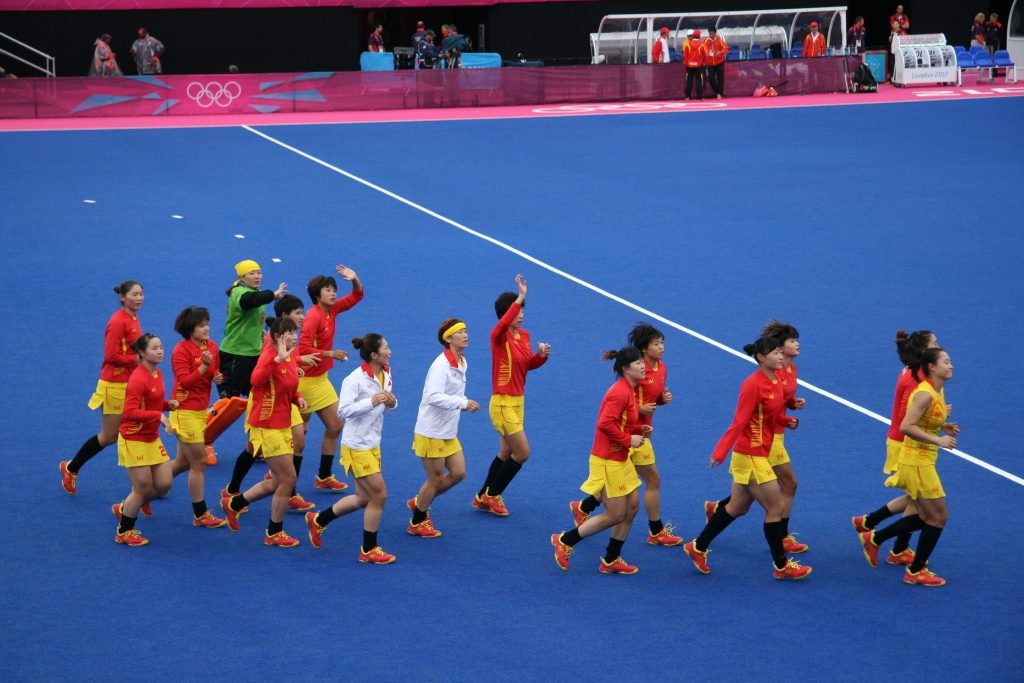
Selección de hockey sobre hierba de China en los Juegos Olímpicos de 2012

La selección femenina de hockey sobre hierba de China es el equipo de hockey sobre hierba que representa a la República Popular de China en los campeonatos de selecciones femeninas.
Ha logrado la medalla de plata en los Juegos Olímpicos de 2008 y 2024, y el bronce en la Copa Mundial de 2002. En el Champions Trophy fue primera en 2002, segunda en 2003 y 2006, y tercera en 2005. La selección acabó sexta en la Liga Mundial 2012/14.
China ha ganado la Copa Asiática de 1989 y 2009, fue segunda en 1993 y tercera en 1999, 2004 y 2007. En los Juegos Asiáticos obtuvo el oro en 2002, 2006 y 2010, la plata en 1990 y 2014, y el bronce en 1994 y 1998.

## Resultados

### Juegos Olímpicos
- 1980-1996 - No participó
- Sídney 2000 - 5.º puesto
- Atenas 2004 - 4.º puesto
- Pekín 2008 - 2.º puesto
- Londres 2012 - 6.º puesto
- París 2024 - 2.º puesto

### Copa Mundial
- 1974-1986 - No participó
- Sídney 1990 - 6.º puesto
- Dublín 1994 - 7.º puesto
- Utrecht 1998 - 11.º puesto
- Perth 2002 - 3.º puesto
- Madrid 2006 - 10.º puesto
- Rosario 2010 - 8.º puesto
- La Haya 2014 - 6.º puesto

### Champions Trophy
- 1987-1989 - No participó
- Berlín 1991 - 5.º puesto
- 1993-2000 - No participó
- Amstelveen 2001 – 4.º puesto
- Macao 2002 – Oro
- Sídney 2003 - 2.º puesto
- Rosario 2004 - 5.º puesto
- Canberra 2005 - 3.º puesto
- Amstelveen 2006 - 2.º puesto
- Quilmes 2007 - No participó
- Mönchengladbach 2008 - 4.º puesto
- Sídney 2009 - 5.º puesto
- Nottingham 2010 - 6.º puesto
- Ámsterdam 2011 - 7.º puesto
- Rosario 2012 - 8.º puesto
- Mendoza 2014 - 6.º puesto

### Champions Challenge
- 2007: 1.º puesto

### Liga Mundial
- 2012/14 – 6.º puesto
- 2014/15 – 4.º puesto

### Hockey Pro League
- 2019 - 7.º
- 2020-2021 - 8.º
- 2021-2022 - 8.º
- 2022-2023 - 7.º
- 2023-2024 - 5.º
- 2024-2025 - 4.º

### Juegos Asiáticos
- 1982-1986 - No participó
- Pekín 1990 - Plata
- Hiroshima 1994 - Bronce
- Bangkok 1998 - Bronce
- Busan 2002 - Oro
- Doha 2006 - Oro
- Guangzhou 2010 - Oro
- Incheon 2014 - Plata